# Ракаштија (Хунедоара)
Ракаштија (рум. Răcăștia) насеље је у Румунији у округу Хунедоара у општини Хунедоара. Oпштина се налази на надморској висини од 274 m.

## Становништво
Према подацима из 2002. године у насељу је живело 595 становника.

### Попис2002.
| Расподела становништва по националности 2002.‍ | Расподела становништва по националности 2002.‍ | Расподела становништва по националности 2002.‍ | Расподела становништва по националности 2002.‍ | Расподела становништва по националности 2002.‍ |
| --------------------------------------------- | --------------------------------------------- | --------------------------------------------- | --------------------------------------------- | --------------------------------------------- |
|                                               |                                               |                                               |                                               |                                               |
| Румуни                                        | Румуни                                        |                                               | 334                                           | 56,6%                                         |
| Мађари                                        | Мађари                                        |                                               | 256                                           | 43,4%                                         |